# Claude Tillier
Pour les articles homonymes, voir Tillier.
Claude Tillier (Clamecy (Nièvre), 11 avril 1801 - Nevers, 12 octobre 1844) est un pamphlétaire et romancier français, principalement connu comme auteur du roman Mon oncle Benjamin.

## Biographie
Fils d'un serrurier aisé de Clamecy, il fait des études au lycée de Bourges grâce à une bourse accordée par la ville de Clamecy. Après le baccalauréat obtenu en 1820, il travaille comme maître d'études, d'abord au collège de Soissons, puis à Paris. Il raconte dans ses mémoires comment « son bouquet de rhétorique au côté, comme un domestique à la Saint-Jean, il alla offrir ses services aux revendeurs de grec et de latin de la capitale ». Il finit par être renvoyé. En 1822, il est incorporé dans l’armée et effectue jusqu’en 1827 son service militaire, au cours duquel il participe en 1823 à l'Expédition d'Espagne.
À son retour à Clamecy, il se marie en 1828 et est nommé instituteur. Il est directeur d'une école publique mais les méthodes d'enseignement ne lui conviennent pas. Aussi ouvre-t-il une école privée. Parallèlement, il fonde avec d'autres le journal L’Indépendant en 1831. En 1832, étant en conflit avec le comité cantonal de l'instruction publique, il démissionne de la direction de l'école mutuelle. Il poursuit ses activités d'instituteur privé, jusqu'en juin 1841. À cette date, il quitte Clamecy pour s'installer à Nevers où il est le rédacteur de L’Association, journal démocratique paraissant deux fois par semaine, jusqu'à sa disparition en mai 1843.
À partir de juin 1843, Tillier publie des pamphlets, tirés à 400 et 500 exemplaires, dans lesquels il attaque des notables de Nevers et du département. Malade depuis son service militaire, il meurt de tuberculose le 12 octobre 1844 et est inhumé à Nevers. Sa tombe se trouve dans le carré 8 du cimetière Jean-Gautherin.

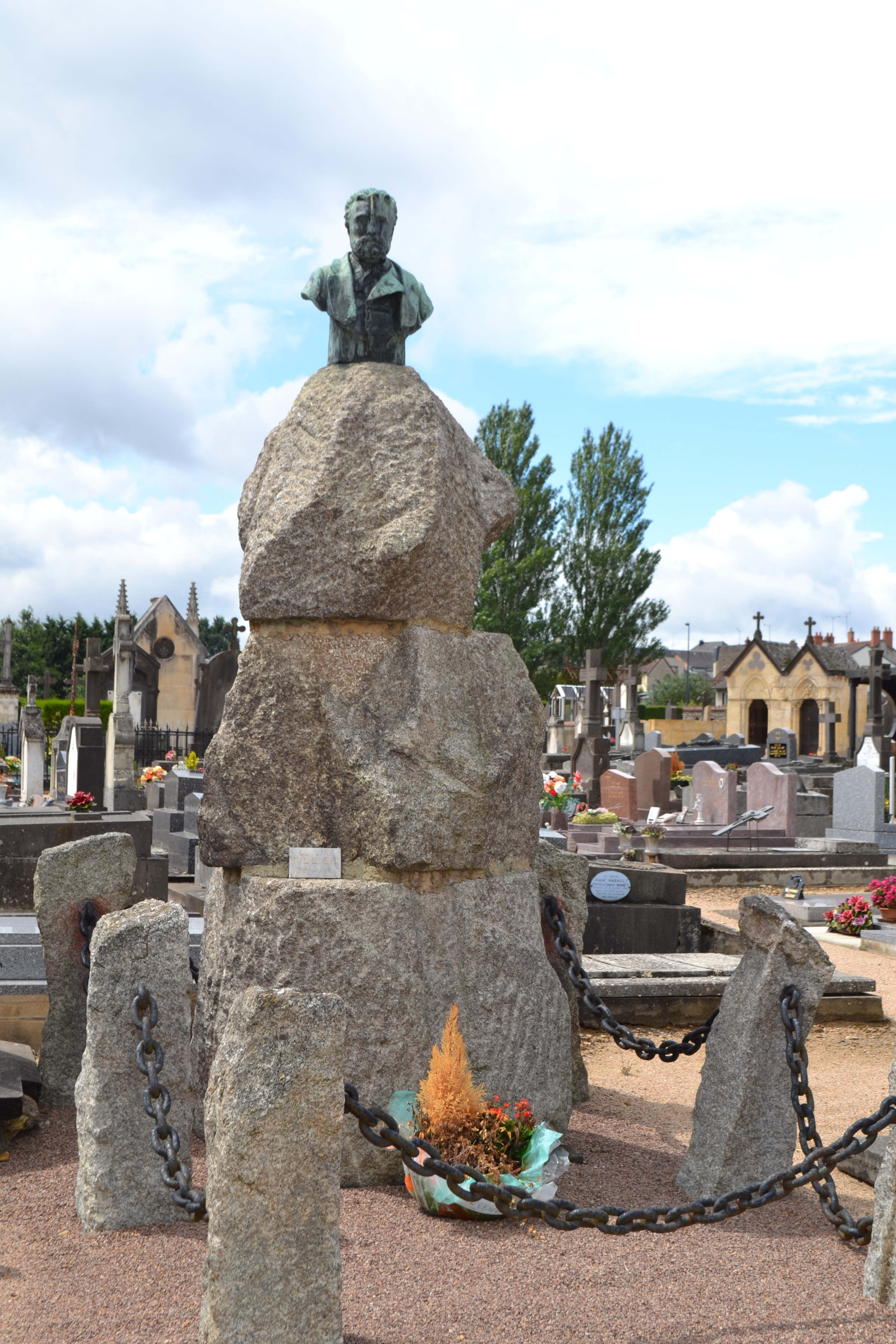
Julie Morizot, Tombe de Claude Tillier, Nevers.

## Éditions de ses œuvres
Des écrits de Claude Tillier, certains sont parus de son vivant seulement dans des journaux et n'ont été édités qu'après sa mort.

### Œuvres complètes
- Œuvres, Nevers, C. Sionest, 1846, préface de Félix Pyat. Contient :
  - vol. 1. Mon oncle Benjamin
  - vol. 2. Belle-Plante et Cornelius ; Comment le chanoine eut peur, comment le capitaine eut peur
  - vol. 3 et 4. Pamphlets
- Œuvres complètes, Genève et Paris, Slatkine, 1985. Présentation de Roger Martin.
  - vol. I. Mon oncle Benjamin ; De l'Espagne, 414 p.
  - vol. II. Belle-Plante et Cornélius ; Comment le Chanoine eut peur, comment le Capitaine eut peur ; Poésie, 388 p.
  - vol. III. Pamphlets, 668 p.

### Recueils de pamphlets
- De choses et d'autres : vingt-quatre pamphlets, Nevers, C. Sionest, 1843, c. 670 p. Voir dans Gallica.
- Pamphlets (1840-1844) Edition critique publiée avec introduction, notices historiques et notes par Marius Gerin, Paris, A. Bertout, Nevers, Mazeron frères, 1906, 688 p. Lire sur Gallica.
- Paris, Éditions Jean-Jacques Pauvert, 1967, 175 p. Présentation, choix de textes, notes et index par Jean Guillon.

### Mon Oncle Benjamin
- Paris, W. Coquebert, 1843, 475 p. Première édition.
- Bruxelles, Aux éditions du Nord, 1932. Illustrations de Roméo Dumoulin. (Image de la page de titre)
- H. Le Soudier, Paris, 1933. Illustrations de Jean Arnavielle.
- Les Editeurs français réunis, Paris, 1946. Illustrations de Jean Milhau (peintre).
- Paris, Press-Pocket, 1987, 235 p. Préface de Francis Lacassin.  (ISBN 9782266019460).
- Équateurs parallèles, 2011, 366 p. Préface de Lucien Descaves.  (ISBN 978-2849901786).

### Belle-Plante et Cornélius
- 1841, première édition
- Lausanne, A. Lapie, 1908, 223 p., avec le discours de 1905 de Jules Renard en guise de préface.

### En Espagne
- Claude Tillier en Espagne (souvenirs inédits), Nevers, Mazeron frères, 1903,  XXII-52 p., publiés avec une introduction et des notes par Marius Gerin. Contient deux lettres de L.-M. de Lahaye de Cormenin à Émile Péan au sujet de Claude Tillier. Notice de la bibliothèque nationale de France. Compte rendu de J. Haas, Zeitschrift für französische Sprache und Literatur  (ISSN 0044-2747), 1904 (vol. 26), p. 258-259.
- De l'Espagne, Paris, Les cahiers de Paris, 1925, 88 p. Préface de Marius Gerin.

### Deux contes
- Deux contes. Comment le chanoine eut peur. Comment le capitaine eut peur, Amiens, Imprimerie nouvelle, 1928, 88 p. Avec lettre-préface de Marius Gerin.

## Citations
- « Les valets applaudissent toujours aux orgies des maîtres, quand ceux-ci laissent du vin dans les bouteilles. » (Pamphlets).
- « Je ne sais pas, en vérité, pourquoi l'homme tient tant à la vie. Que trouve-t-il donc de si agréable dans cette insipide succession des nuits et des jours, de l'hiver et du printemps ? » (Mon oncle Benjamin, chapitre I. Ces phrases émanent du narrateur, le neveu[3] de Benjamin).
- « Quiconque a semé des privilèges doit recueillir des révolutions. » (Mon oncle Benjamin, chapitre III. La phrase est prononcée par Benjamin au terme d'une longue tirade contre la noblesse).
- « Pourquoi donc, en effet, le riche serait-il plus heureux que le pauvre ? Il ne travaille point ; eh bien ! il n'a pas le plaisir de se reposer. » (Mon oncle Benjamin, chapitre III).

## Hommages

### Hommages publics
- Monument[4] avec le buste en bronze de Claude Tillier[5] à Clamecy, rue du Grand-Marché, inauguré le 17 septembre 1905 en présence de Jules Renard qui prononce un discours[6] et de Jean-Baptiste Bienvenu-Martin, ministre de l'Instruction publique. Le monument est l'œuvre du sculpteur Émile Boisseau.
En avril 1941, le buste, menacé de destruction par l'occupant, est caché par des résistants ; il est remis en place le 12 septembre 1944.
- Rue Claude Tillier à Paris (12e arrondissement), Nevers, Decize, Clamecy, Grenois (Nièvre)
- Collège Claude Tillier à Cosne-sur-Loire (Nièvre)
- École Claude Tillier à Nevers, Clamecy

### Autres
- Georges Brassens disait : « Quiconque n'a pas lu Mon Oncle Benjamin ne peut se dire de mes amis »[7].

### Adaptations

#### au cinéma
- En 1924, René Leprince réalise une adaptation sous le titre Mon oncle Benjamin
- En 1969, Édouard Molinaro réalise une adaptation cinématographique de Mon oncle Benjamin avec Jacques Brel dans le rôle principal, Claude Jade, Bernard Blier et Paul Frankeur.

#### à la télévision
- En 1963, Le Théâtre de la jeunesse, émission de Claude Santelli, propose une adaptation de Mon oncle Benjamin mise en scène par René Lucot.